# Aeropuerto Internacional de Baréin
El Aeropuerto Internacional de Baréin (IATA: BAH, OACI: OBBI) (en árabe مطار البحرين الدولي) es un aeropuerto internacional ubicado en Muharraq, una isla al norte de Baréin, unos 7 km al noreste de la capital, Manama. Es la base de operaciones de Gulf Air.
Una ampliación valorada en 300 millones de dólares fue anunciada en el tercer trimestre de 2006 que contemplará la creación de un nuevo aparcamiento en altura. La ampliación también incluye el total reasfaltado de la pista principal, un nuevo vallado, sistemas de seguridad y puestos de estacionamiento adicionales. La pista 12R/30L es utilizada principalmente como calle de rodadura.
El aeropuerto tiene tres estrellas Skytrax que tan sólo poseen otros siete aeropuertos.

## Historia
El primer vuelo comercial regular que llegó a Baréin, en 1932, era un vuelo de Londres a Delhi operado por un Handley Page H.P.42 llamado "Hannibal." El H.P.42 transportaba sólo 24 pasajeros, y el vuelo desde Londres suponía varios días de vuelo a velocidades de 100 millas por hora. Con este vuelo regular, el de Baréin se convirtió en el primer aeropuerto internacional del Golfo Pérsico.

## Línea de tiempo
- En 1936, la operación del H.P.42 de Londres a India pasando por Baréin pasó a operarse dos veces a la semana.
- En 1937, Baréin vio aterrizar a los hidroaviones Empire. El espacio de aterrizaje de estos gigantes en el agua es la razón de que el embarcadero esté ubicado en la actualidad en Mina Salman.
- Desde los 50, BOAC operó algunos vuelos a la semana pasando por Baréin. Esto implicaba vuelos semanales a Karachi, Singapur, Hong Kong y tres veces a la semana a Sídney.
- 1950 fue un año importante no solo por obtener el calificativo de aeropuerto internacional, sino que, además, empezó la historia de la aviación comercial propia de Baréin. En este año, la nueva aerolínea local, Gulf Aviation Company, fue inaugurada - predecesora de Gulf Air. La compañía comenzó con sólo un avión, un Anson Mark II de segunda mano, que fue utilizado inicialmente para vuelos a Dhahran. Pero antes de dos años, la flota fue ampliada a cuatro de Havilland y DC-3s que fueron utilizados para incrementar fuertemente su presencia en el golfo Pérsico. Esto situó a Baréin en un estatus internacional. Era con total seguridad, el aeropuerto más moderno y avanzado del golfo Pérsico con una buena pista, torre de control, iluminación, instalaciones de comunicación y algunos restaurantes. Comenzaron a aparecer otras compañías como Middle East Airlines, Air India, Air Ceylon e Iran Air - principalmente con aviones Dakotas.
- En diciembre de 1961,se inauguró una nueva terminal en el aeropuerto.
- En diciembre de 1971, el aeropuerto inauguró nuevas instalaciones de pasajeros, así como plataforma para cuatro aviones 747.
- En 1976, el aeropuerto dio otro importante paso con la inauguración de los vuelos supersónicos, con los Concorde de BA entre Londres y Baréin.
- En los 80 y 90, tras las mejoras efectuadas todas las aerolíneas principales tuvieron al aeropuerto como destino.
- En 1994, una terminal valorada en 100 millones de dólares fue inaugurada.

## Destinos internacionales
| Ciudades por países  | Nombre del aeropuerto                                   | Aerolíneas                                                                                                  | Aeronaves       | Frecuencias semanales |        |
| África               | África                                                  | África | África          | África                | África |
| -------------------- | ------------------------------------------------------- | --- | --------------- | --------------------- | ------ |
| Egipto               |                                                         | |                 |                       |        |
| Alejandría           | Aeropuerto de Borg El Arab                              | Gulf Air (Estacional)                                                                                       |                 |                       |        |
| El Cairo             | Aeropuerto Internacional de El Cairo                    | Air Arabia Egypt Egyptair Gulf Air                                                                          |                 |                       |        |
| Sharm el-Sheij       | Aeropuerto Internacional de Sharm el-Sheij              | Gulf Air (Estacional)                                                                                       |                 |                       |        |
| Etiopía              |                                                         | |                 |                       |        |
| Adís Abeba           | Aeropuerto Internacional Bole                           | Ethiopian                                                                                                   |                 |                       |        |
| Marruecos            |                                                         | |                 |                       |        |
| Casablanca           | Aeropuerto Internacional Mohámmed V                     | Gulf Air |                 |                       |        |
| Asia                 |                                                         | |                 |                       |        |
| Arabia Saudita       |                                                         | |                 |                       |        |
| Al-Ula               | Aeropuerto Nacional Príncipe Abdul Majeed bin Abdulaziz | Gulf Air (Estacional)                                                                                       |                 |                       |        |
| Casim                | Aeropuerto Internacional Príncipe Naif bin Abdulaziz    | Gulf Air |                 |                       |        |
| Dammam               | Aeropuerto Internacional de Dammam-Rey Fahd             | Gulf Air |                 |                       |        |
| Medina               | Aeropuerto Príncipe Mohammad Bin Abdulaziz              | Gulf Air |                 |                       |        |
| Riad                 | Aeropuerto Internacional Rey Khalid                     | flynas Gulf Air Lufthansa Saudia                                                                            | A3xx            |                       |        |
| Yida                 | Aeropuerto Internacional Rey Abdulaziz                  | Gulf Air Saudia                                                                                             |                 |                       |        |
| Azerbaiyán           |                                                         | |                 |                       |        |
| Bakú                 | Aeropuerto Internacional Heydar Aliyev                  | Azerbaijan Airlines Gulf Air                                                                                |                 |                       |        |
| Bangladés            |                                                         | |                 |                       |        |
| Dacca                | Aeropuerto Internacional Zia                            | Gulf Air |                 |                       |        |
| Catar                |                                                         | |                 |                       |        |
| Doha                 | Aeropuerto Internacional Hamad                          | Gulf Air Qatar Airways                                                                                      |                 |                       |        |
| Chipre               |                                                         | |                 |                       |        |
| Lárnaca              | Aeropuerto Internacional de Lárnaca                     | Gulf Air | A32x            |                       |        |
| EAU                  |                                                         | |                 |                       |        |
| Abu Dabi             | Aeropuerto Internacional de Abu Dabi                    | Air Arabia Abu Dhabi Etihad Airways Gulf Air                                                                |                 |                       |        |
| Dubái                | Aeropuerto Internacional de Dubái                       | Emirates flydubai Gulf Air                                                                                  | B737            |                       |        |
| Sharjah              | Aeropuerto Internacional de Sharjah                     | Air Arabia Abu Dhabi                                                                                        | A32x            |                       |        |
| Filipinas            |                                                         | |                 |                       |        |
| Manila               | Aeropuerto Internacional Ninoy Aquino                   | Gulf Air |                 |                       |        |
| Georgia              |                                                         | |                 |                       |        |
| Tiflis               | Aeropuerto Internacional de Tiflis                      | Gulf Air |                 |                       |        |
| India                |                                                         | |                 |                       |        |
| Bangalore            | Aeropuerto Internacional Kempegowda                     | Gulf Air |                 |                       |        |
| Bombay               | Aeropuerto Internacional Chhatrapati Shivaji            | Gulf Air IndiGo                                                                                             |                 |                       |        |
| Chennai              | Aeropuerto Internacional de Chennai                     | Gulf Air |                 |                       |        |
| Cananor              | Aeropuerto Internacional de Kannur                      | Air India Express                                                                                           |                 |                       |        |
| Goa                  | Aeropuerto de Dabolim                                   | Gulf Air |                 |                       |        |
| Hyderabad            | Aeropuerto Internacional Rajiv Gandhi                   | Gulf Air |                 |                       |        |
| Kochi                | Aeropuerto Internacional de Cochín                      | Air India Express Gulf Air IndiGo                                                                           |                 |                       |        |
| Kozhikode            | Aeropuerto Internacional de Kozhikode                   | Air India Express Gulf Air                                                                                  |                 |                       |        |
| Mangalore            | Aeropuerto Internacional de Mangalore                   | Air India Express                                                                                           |                 |                       |        |
| Nueva Delhi          | Aeropuerto Internacional Indira Gandhi                  | Air India Gulf Air                                                                                          |                 |                       |        |
| Thiruvananthapuram   | Aeropuerto Internacional de Trivandrum                  | Air India Express Gulf Air                                                                                  |                 |                       |        |
| Israel               |                                                         | |                 |                       |        |
| Tel-Aviv             | Aeropuerto Internacional Ben Gurión                     | Gulf Air (suspendido)                                                                                       |                 |                       |        |
| Jordania             |                                                         | |                 |                       |        |
| Amán                 | Aeropuerto Internacional Queen Alia                     | Gulf Air Royal Jordanian                                                                                    |                 |                       |        |
| Kuwait               |                                                         | |                 |                       |        |
| Ciudad de Kuwait     | Aeropuerto Internacional de Kuwait                      | Gulf Air Jazeera Airways Kuwait Airways                                                                     | A32x            |                       |        |
| Maldivas             |                                                         | |                 |                       |        |
| Malé                 | Aeropuerto Internacional de Malé                        | Gulf Air |                 |                       |        |
| Omán                 |                                                         | |                 |                       |        |
| Mascate              | Aeropuerto Internacional de Seeb                        | Gulf Air Oman Air SalamAir                                                                                  | B7x7 A32x-251N* |                       |        |
| Salalah              | Aeropuerto de Salalah                                   | Gulf Air (Estacional) SalamAir                                                                              | A32x-251N*      |                       |        |
| Pakistán             |                                                         | |                 |                       |        |
| Faisalabad           | Aeropuerto Internacional de Faisalabad                  | Gulf Air |                 |                       |        |
| Islamabad            | Aeropuerto Internacional Benazir Bhutto                 | Gulf Air |                 |                       |        |
| Karachi              | Aeropuerto Internacional Jinnah                         | Gulf Air |                 |                       |        |
| Lahore               | Aeropuerto Internacional Allama Iqbal                   | Gulf Air Pakistan International Airlines                                                                    |                 |                       |        |
| Multan               | Aeropuerto Internacional de Multan                      | Gulf Air |                 |                       |        |
| Peshawar             | Aeropuerto Internacional de Peshawar                    | Gulf Air |                 |                       |        |
| Sialkot              | Aeropuerto Internacional de Sialkot                     | Gulf Air |                 |                       |        |
| Singapur             |                                                         | |                 |                       |        |
| Singapur             | Aeropuerto Internacional de Singapur                    | Gulf Air |                 |                       |        |
| Sri Lanka            |                                                         | |                 |                       |        |
| Colombo              | Aeropuerto Internacional Bandaranaike                   | Gulf Air |                 |                       |        |
| Tailandia            |                                                         | |                 |                       |        |
| Bangkok              | Aeropuerto Internacional Suvarnabhumi                   | Gulf Air |                 |                       |        |
| Turquía              |                                                         | |                 |                       |        |
| Antalya              | Aeropuerto de Antalya                                   | Pegasus Airlines (Estacional) Southwind Airlines (Chárter estacional) SunExpress (Chárter)                  | B737            |                       |        |
| Bodrum               | Aeropuerto de Milas-Bodrum                              | Gulf Air |                 |                       |        |
| Bursa                | Aeropuerto de Bursa                                     | SunExpress (Chárter)                                                                                        | B737            |                       |        |
| Estambul             | Aeropuerto Internacional de Estambul                    | Gulf Air Turkish Airlines                                                                                   |                 |                       |        |
| Estambul             | Aeropuerto Internacional Sabiha Gökçen                  | AnadoluJet Pegasus Airlines SunExpress (Chárter)                                                            | B737            |                       |        |
| Trebisonda           | Aeropuerto de Trebisonda                                | Gulf Air (Chárter estacional) Southwind Airlines (Chárter estacional) SunExpress (Chárter) Turkish Airlines | B737            |                       |        |
| Europa               |                                                         | |                 |                       |        |
| Albania              |                                                         | |                 |                       |        |
| Tirana               | Aeropuerto Internacional Madre Teresa                   | Gulf Air (Chárter estacional)                                                                               |                 |                       |        |
| Alemania             |                                                         | |                 |                       |        |
| Fráncfort del Meno   | Aeropuerto de Fráncfort del Meno                        | Gulf Air Lufthansa (vía RUH)                                                                                | A32x A330-343*  |                       |        |
| Múnich               | Aeropuerto Internacional de Múnich                      | Gulf Air |                 |                       |        |
| Bosnia y Herzegovina |                                                         | |                 |                       |        |
| Sarajevo             | Aeropuerto Internacional de Sarajevo                    | Gulf Air (Chárter estacional)                                                                               |                 |                       |        |
| Eslovaquia           |                                                         | |                 |                       |        |
| Bratislava           | Aeropuerto de Bratislava                                | Smartwings (Chárter estacional)                                                                             |                 |                       |        |
| España               |                                                         | |                 |                       |        |
| Málaga               | Aeropuerto de Málaga-Costa del Sol                      | Gulf Air (Estacional)                                                                                       |                 |                       |        |
| Francia              |                                                         | |                 |                       |        |
| París                | Aeropuerto de París-Charles de Gaulle                   | Gulf Air | A32x            |                       |        |
| Niza                 | Aeropuerto Internacional de Niza-Costa Azul             | Gulf Air (Estacional)                                                                                       |                 |                       |        |
| Grecia               |                                                         | |                 |                       |        |
| Atenas               | Aeropuerto Internacional Eleftherios Venizelos          | Gulf Air (Directo o Via LCA)                                                                                | A32x            |                       |        |
| Míconos              | Aeropuerto Nacional de Míconos                          | Gulf Air (Estacional)                                                                                       |                 |                       |        |
| Rodas                | Aeropuerto Internacional de Rodas-Diágoras              | Gulf Air (Estacional) (inicia 1 de junio de 2024)                                                           |                 |                       |        |
| Santorini            | Aeropuerto Nacional de Santorini (Thira)                | Gulf Air (Estacional)                                                                                       |                 |                       |        |
| Italia               |                                                         | |                 |                       |        |
| Milán                | Aeropuerto de Milán-Malpensa                            | Gulf Air | A32x            |                       |        |
| Roma                 | Aeropuerto de Roma-Fiumicino                            | Gulf Air | A32x            |                       |        |
| Reino Unido          |                                                         | |                 |                       |        |
| Londres              | Aeropuerto de Londres-Heathrow                          | British Airways Gulf Air                                                                                    |                 |                       |        |
| Mánchester           | Aeropuerto de Mánchester                                | Gulf Air |                 |                       |        |
| Rusia                |                                                         | |                 |                       |        |
| Moscú                | Aeropuerto Internacional de Moscú-Domodédovo            | Gulf Air |                 |                       |        |
| Sochi                | Aeropuerto Internacional de Sochi                       | Gulf Air (Chárter estacional) (inicia 3 de junio de 2024) Red Wings Airlines (inicia 3 de mayo de 2024)     |                 |                       |        |
| Suiza                |                                                         | |                 |                       |        |
| Ginebra              | Aeropuerto Internacional de Ginebra                     | Gulf Air (Estacional) (reinicia 4 de junio de 2024)                                                         |                 |                       |        |

## Aerolíneas de carga
| Aerolínea                     |
| ----------------------------- |
| Air France Cargo              |
| British Airways Cargo         |
| DHL                           |
| Emirates SkyCargo             |
| Falcon Air Express            |
| Falcon Express Cargo Airlines |
| FedEx Express                 |
| Kalitta Air Cargo             |
| Lufthansa Cargo               |
| Martinair Cargo               |
| TNT Airways                   |
| Gulf Air Cargo                |
| Qatar Airways Cargo           |